# Parafia św. Jadwigi Śląskiej w Zawoni
Parafia Świętej Jadwigi Śląskiej w Zawoni znajduje się w dekanacie Trzebnica w archidiecezji wrocławskiej. Jej proboszczem jest ks. Czesław Przerada RM. Obsługiwana przez kapłana archidiecezjalnego. Erygowana w 1984.